# Phare de Cabo Negro
Pour les articles homonymes, voir Cabo Negro.
Le phare de Cabo Negro est un phare actif situé sur l'île Margarita (Antilles vénézuéliennes), sur le territoire de la municipalité d'Antolín del Campo dans l'État de Nueva Esparta au Venezuela. Le phare appartient à la marine vénézuélienne et il est géré par l'Oficina Coordinadora de Hidrografía y Navegación (Ochina).

## Histoire
Le  phare , mis en service en 1997, est situé sur la pointe nord-est de l’île Margarita, à l'ouest du phare de Punta Faragoza.

## Description
Ce phare est une tour hexagonale en fibre de verre , avec une galerie et lanterne de 12 m de haut. Le phare est peint en rouge avec une bande blanche horizontale. Il émet, à une hauteur focale de 70 m, un éclat blanc par période de 5 secondes. Sa portée est de 19 milles nautiques (environ 35 km).
Identifiant : ARLHS : VEN-004 - Amirauté : J6502 - NGA : 17160 .
|              |
| Localisation |

### Lien connexe
- Liste des phares du Vénézuela